# Sleeping Child Remix*1
『Sleeping Child Remix*1』（スリーピング・チャイルド・リミックス・ワン）は、BONNIE PINKの限定シングル・レコード盤。2000年7月12日発売。発売元はイーストウエスト・ジャパン、販売元はワーナーミュージック・ジャパン。規格コードはMQJN-7。

## 解説
- 限定3000枚の12インチ・カラーレコードとして、マキシシングル『Sleeping Child』と同時発売された。
- 別リミックスヴァージュンの『Sleeping Child Remix*2』も同時販売された。（MQJN-8）。

## 収録曲

### A面
1. Sleeping Child （Protein Shake Mix） 
（作詞・作曲：Bonnie Pink、リミックス：Yuka Honda (of Cibo Matto)）
2. Sleeping Child （Original） 
（作詞・作曲：Bonnie Pink）

### B面
1. Reason  (Season Dub) 
（作詞・作曲：Bonnie Pink、リミックス：Kaoru Inoue for Chari Chari）
2. Reason （Original） 
（作詞・作曲：Bonnie Pink）

## 収録アルバム
- 『Let go』（A-2.、B-2.）
- 『Every Single Day -Complete BONNIE PINK（1995-2006）-』（A-2.）
- 『re*PINK BONNIE PINK REMIXES』（B-1.）
- アルバム未収録（A-1.）